# Trooz Glacier
Trooz Glacier är en glaciär i Antarktis. Den ligger i Västantarktis. Argentina, Chile och Storbritannien gör anspråk på området. Trooz Glacier ligger 130 meter över havet.
Terrängen runt Trooz Glacier är huvudsakligen kuperad, men den allra närmaste omgivningen är platt. Trooz Glacier ligger nere i en dal. Trakten är obefolkad. Det finns inga samhällen i närheten. 